# تعقیب (فیلم ۱۹۹۸)
تعقیب (به انگلیسی: Following) نام یک فیلم درام دلهره آور محصول سال ۱۹۹۸ بریتانیا است. تعقیب نخستین فیلم بلند کریستوفر نولان است.
فیلم به صورت ۱۶ میلی‌متری و سیاه و سفید ساخته شده و تماماً در خیابان‌های لندن فیلمبرداری شده است. بیشترِ مدت زمانِ فیلم به صورت دستی فیلمبرداری شده و برای آن بیشتر از نور موجود در صحنه استفاده شده است. بودجهٔ فیلم فقط ۶ هزار دلار بوده است.

## داستان
مرد جوانی که نویسنده‌ای بیکار و ناامید است و در داستان با عنوان «مرد جوان» شناخته می‌شود، برای یافتن الهام جهت نوشتن اولین رمانش، شروع به تعقیب افراد غریبه در خیابان‌های لندن می‌کند. او در ابتدا برای خود قوانینی وضع می‌کند که مشخص می‌کند چه کسانی را و تا چه مدت دنبال کند، اما به‌مرور این قوانین را کنار می‌گذارد و تمام توجهش را معطوف مردی خوش‌پوش با کت‌وشلوار تیره می‌کند. این مرد که متوجه تعقیب شده، او را متوقف کرده و خود را «کاب» معرفی می‌کند. کاب فاش می‌کند که دزدی حرفه‌ای است و از مرد جوان (که نام خود را «بیل» معرفی می‌کند) دعوت می‌کند تا در سرقت‌ها همراهش باشد.
در حالی‌که به نظر می‌رسد سود مادی برای کاب اهمیتی ندارد، او از زیرورو کردن وسایل شخصی قربانیان و نوشیدن شراب‌هایشان لذت می‌برد. او می‌گوید هدف واقعی‌اش از این دزدی‌ها این است که با ایجاد شوک در زندگی دیگران، آنها را مجبور کند تا دوباره به زندگی‌شان فکر کنند. جمله‌ای که خلاصه‌ای از نگرش اوست این است: «وقتی چیزی را از آن‌ها بگیری، می‌فهمند که چه داشته‌اند.»
مرد جوان تحت تأثیر سبک زندگی کاب قرار می‌گیرد و خودش نیز به دزدی روی می‌آورد. به توصیه کاب، ظاهر خود را تغییر داده، موهایش را کوتاه کرده و لباس رسمی می‌پوشد. او هویت جدیدی به نام «دنیل لوید» برای خود می‌سازد، برگرفته از کارت اعتباری‌ای که کاب به او داده است. سپس با زنی بلوند آشنا می‌شود که قبلاً خانه‌اش را با کاب دزدیده بودند. این زن، معشوقه سابق یک گنگستر به نام «مرد کچل» است که پس از قتل مردی در خانه‌اش، از او جدا شده است.
زن به مرد جوان اعتماد می‌کند و می‌گوید مرد کچل با عکس‌هایی علیه او، باج‌گیری می‌کند. مرد جوان به گاوصندوق او دستبرد می‌زند، اما در حین عمل توسط مردی ناشناس غافلگیر می‌شود. او با چکش مرد را می‌کشد و با پول و عکس‌ها فرار می‌کند، اما بعداً متوجه می‌شود عکس‌ها صرفاً عکس‌های ساده مدلینگ هستند.
وقتی از زن بلوند توضیح می‌خواهد، او اعتراف می‌کند که با کاب همکاری داشته‌اند تا مرد جوان را به تقلید از روش‌های سرقت کاب وادار کنند. همچنین می‌گوید کاب اخیراً جنازه زنی را در یکی از دزدی‌ها پیدا کرده و حالا می‌خواهد رد مظنونیت را از خودش بردارد و وانمود کند چند دزد با یک شیوه در شهر فعالند.
مرد جوان تصمیم می‌گیرد خودش را به پلیس معرفی کند. زن بلوند با کاب تماس می‌گیرد و اعلام می‌کند نقشه‌شان موفق بوده. اما کاب پرده از حقیقتی دیگر برمی‌دارد: او درواقع برای مرد کچل کار می‌کرده و داستان قتل زن صرفاً فریبی برای گمراه‌کردن زن بلوند و مرد جوان بوده است. زن بلوند در حال باج‌گیری از مرد کچل با شواهد قتل او بوده و حالا نوبت حذف اوست.
کاب، با همان چکش قبلی، زن را به قتل می‌رساند و چکش را با اثر انگشت مرد جوان در محل رها می‌کند. پلیس در پی بررسی گفته‌های مرد جوان، جسد زن و چکش را پیدا می‌کند و او را قاتل معرفی می‌کند. در پایان، کاب در میان جمعیت ناپدید می‌شود.

## موسیقی فیلم
ساخت موسیقی فیلم را دیوید جولیان بر عهده داشته و کوشیده است تا فضای اندوه و ترس را در محیط‌های محصور به وجود بیاورد. موسیقی متن فیلم تعقیب، هیچ‌وقت به صورت آلبوم منتشر نشده است.

## جوایز
- جایزهٔ ببر از جشنوارهٔ بین‌المللی فیلم روتردام.[۲]
- جایزهٔ سیاه و سفید اسلَم دَنس.[۲]

## حواشی فیلم
- نقش افسر پلیس را جان نولان، عموی کریستوفر نولان ایفا می‌کند.
- دیوید جولیان (سازندهٔ موسیقی متن فیلم) و اما توماس (تهیه‌کنندهٔ فیلم و همسر فیلمساز) نقش‌هایی حاشیه‌ای را در فیلم ایفا کرده‌اند.
- منزل زن بلوند (لوسی راسل) در واقع منزل پدر و مادر کریستوفر نولان بوده است.
- خانهٔ محل فیلم، واقعاً در جریان فیلمبرداری مورد سرقت قرار گرفته و اشیائی از آن سرقت شده است.
- آپارتمان نویسنده در واقع محل زندگی جرمی تئوبالد (بازیگر نقش اول) بوده است.[۱]